# Gmina Adel

Położenie Gminy Adel w hrabstwie Dallas

Gmina Adel (ang. Adel Township) – gmina w USA, w stanie Iowa, w hrabstwie Dallas. Według danych z 2000 roku gmina miała 5 664 mieszkańców, a jej powierzchnia wynosi 94,77 km².